# Дженесі (Вісконсин)
Дженесі (англ. Genesee) — місто (англ. town) в США, в окрузі Вокеша штату Вісконсин. Населення — 7171 особа (2020).

## Демографія
Згідно з переписом 2010 року, у місті мешкало 7340 осіб у 2659 домогосподарствах у складі 2265 родин. Було 2736 помешкань
Расовий склад населення:
| - 98,0 % — білих - 0,5 % — азіатів - 0,2 % — корінних американців - 0,2 % — чорних або афроамериканців |

До двох чи більше рас належало 0,8 %. Частка іспаномовних становила 2,0 % від усіх жителів.
За віковим діапазоном населення розподілялося таким чином: 23,6 % — особи молодші 18 років, 65,3 % — особи у віці 18—64 років, 11,1 % — особи у віці 65 років та старші. Медіана віку мешканця становила 46,3 року. На 100 осіб жіночої статі у місті припадало 103,8 чоловіків;  на 100 жінок у віці від 18 років та старших — 102,1 чоловіків також старших 18 років.
Середній дохід на одне домашнє господарство  становив 111 634 долари США (медіана — 96 667), а середній дохід на одну сім'ю — 115 317 доларів (медіана — 99 041). Медіана доходів становила 72 867 доларів для чоловіків та 51 215 доларів для жінок. За межею бідності перебувало 2,4 % осіб, у тому числі 0,8 % дітей у віці до 18 років та 3,1 % осіб у віці 65 років та старших.
Цивільне працевлаштоване населення становило 4043 особи. Основні галузі зайнятості: виробництво — 19,5 %, освіта, охорона здоров'я та соціальна допомога — 18,7 %, роздрібна торгівля — 14,1 %, мистецтво, розваги та відпочинок — 11,7 %.